# Plebeia goeldiana
Plebeia goeldiana är en biart som först beskrevs av Heinrich Friese 1900.  Plebeia goeldiana ingår i släktet Plebeia och familjen långtungebin. Inga underarter finns listade i Catalogue of Life.